# Откровения Ангелов-Хранителей
«Откровения Ангелов-Хранителей» — серия эзотерических  книг и брошюр оккультного содержания. Основными авторами являются Ренат Гарифзянов и Любовь Ивановна Панова. Первый том серии Ренат Гарифзянов издал самостоятельно в 1999 году, а затем книги выходили и неоднократно переиздавались в издательстве АСТ. Серия встретила острую критику со стороны церковных деятелей вплоть до отлучения от церкви Любови Пановой.

## Авторы
До начала издания серии «Откровения ангелов-хранителей» Ренат Гарифзянов (род. 1967) издавал в Новосибирске газету «Блиц». По утверждению самого Р. Гарифзянова, он был атеистом, но после знакомства с Л. Пановой принял христианство и крестился в селе Колывань Новосибирской области.
Любовь Ивановна Панова (род. 1955) — жительница станицы Переправной, многодетная мать, организовывала семейный детский дом. Согласно написанному в книгах данной серии, является ясновидящей. Любовь занималась лечением методами нетрадиционной медицины, проводила сеансы спиритизма и тому подобное. К ней обращались за помощью жители разных регионов России. Общение с ангелами-хранителями Любовь Панова, по её словам, начала во время спиритического сеанса, который состоялся 27 декабря 1987 г. Тот факт, что Панова участвовала в спиритическим сеансе во время Рождественского поста, вызвало особое негодование критиков.
Авторы книжной серии не ставили себе целью создание новой религии или нового религиозного объединения, а Любовь Панова считает себя православной христианкой.

## Содержание книг
Книги серии написаны простым и доходчивым языком, что признавали и сторонники и критики серии (Андрей Кураев, упоминая «Откровения Ангелов-Хранителей», отмечал: «неуклюжесть нашей церковной речи порой оставляет людей беззащитными перед лицом коммерческой эксплуатации их запросов»). Каждая книга посвящена конкретной теме, которая вынесена в заглавие. К примеру, «Откровения Ангелов-Хранителей. Путь Иисуса» и «Откровения Ангелов-Хранителей. Крест Иисуса» рассказывают о будто бы последних днях жизни и воскрешении Иисуса Христа, а также раскрывают тайны имени Христа и объясняют, как воспользоваться помощью святых. Иногда авторы возвращаются к одной теме в нескольких книгах: «Откровения Ангелов-Хранителей. Любовь и жизнь» и «Откровения Ангелов-Хранителей. Истории из жизни» дают советы о правильном жизнеустройстве. Критики серии отмечали, что в книгах встречаются логические неувязки. К примеру, в первой книге серии «Откровения Ангелов-Хранителей. Начало» то, что люди не сидят на столе, объясняется опасностью получения заряда плохой энергии, накопившейся от гостей, сидевших за столом. При этом в книге ничего не сказано о сидении на стуле, который до этого занимал гость. Встречаются в книгах утверждения вроде того, что крещенская вода содержит 98 % серебра.
Авторы книг утверждают, что содержимое подсказано ангелами. Из книг вытекает, что люди окружены невидимыми глазу ангелами-хранителями. Кандидат филологических наук Н. Цветоватый обратил внимание на совпадение части сюжетов с другими произведениями. К примеру, в главе «Непорочное зачатие» чётко прослеживаются совпадения с «антиевангелием» «Толедот Йешу» или «Книгой огней и сторожевых башен».
Книги написаны для «самых обычных людей с простыми человеческими слабостями, которые… хотят просто жить, немного выпивать, флиртовать с противоположным полом, зарабатывать деньги, тратить их, иногда нарушать законы… то есть мало-помалу грешить»
Текст книг построен таким образом, что многие читатели воспринимали его как христианскую литературу. Нередки подобные отзывы: «Эта книга рассказывает о Боге, о любви, о христианстве, о том, как нужно верить в Бога. Там очень много интересного и правдивого, у неё очень много поклонников!». При этом часто в книгах встречается прямое противопоставление церкви.

## Критика и реакция
Книжная серия «Откровения ангелов-хранителей» оказала влияние на приверженцев оккультных и эзотерических практик, народных целителей и подобных деятелей. Отмечалось, что «поднятые в книгах темы рассматривают аспекты человеческого бытия, и каждая книга отвечает на конкретные вопросы, которые вынесены в заглавие книги. Если содержание книги помогает человеку стать милосерднее, добрее, учит его понимать мир сердцем, стоит её читать или нет, каждый принимает решение самостоятельно». Одна из читательниц так отозвалась о роли книг в своей жизни: «Я всегда была доброй, отзывчивой, приветливой, но сейчас это как-то по-другому… Я ПОЛЮБИЛА ВСЁ ЖИВОЕ! Если хоть раз вы бы прочитали книгу внимательней, вы поняли бы, о чём я говорю». Приверженцы книжной серии проводят встречи и семинары, в том числе в ближнем и дальнем зарубежье.
Книжная серия вызвала резкую критику со стороны Русской православной церкви. На деятельность Любови Пановой обратили внимание религиозные деятели Мостовского района Краснодарского края. Сначала в Курганинском благочинии, а потом и в Екатеринодарском епархиальном управлении была создана комиссия, которая изучила литературную деятельность Пановой. Для разъяснения ситуации её приглашали на собеседование в Краснодар. По итогам работы комиссии 26 сентября 2003 года митрополитом Исидором (Кириченко) Любовь Панова была отлучена от церковного общения:

По рассмотрении рапортов по деятельности Вашей как писательской, так и лечебной — ужаснулся Вашей участи здесь на земле и, страшно подумать, загробной. Такого богохульства я до сих пор не встречал и не слыхал из уст женщины.
Ваши книги, содержащие хулу на Богочеловека — Господа нашего Иисуса Христа — и Его Пречистую Матерь, святых угодников Божиих; содержащие извращения Священного Писания, разошлись по миру. Понятно, что заказчиком сей мерзости является сатана, а исполнителем — его покорная слуга Любовь Ивановна. Мне как правящему архиерею невозможно допустить гнусных оскорблений и кощунства над верой Православной и чувствами верующих.

Властью, Богом мне данной, отлучаю Любовь Панову от общения церковного до принесения принародного покаяния, отречения от еретических хульных писаний, отказа от практики лечения методами экстрасенсорики и спиритизма.— 
Отлучение от церкви — редкое наказание по меркам современной Православной церкви — было неоднозначно воспринято жителями станицы Переправной. Панова воспитывает десять приёмных детей, взятых из детского дома, и священнослужители планировали ходатайствовать об изъятии детей. Но директор муниципального приюта для детей и подростков «Солнышко» Татьяна Климова так прокомментировала это известие: «Мы со специалистами отслеживаем, как воспитывают здесь детей, и никаких замечаний у нас нет».
Сама Панова так оценивает ситуацию:

Раз нельзя похоронить на православном кладбище, значит, я попрошу, чтобы меня кремировали. Людей сжигают, и они от этого не чувствуют себя хуже у Бога.— 
Юрист Екатеринодарской епархии священник Александр Степанченко утверждал, что Любовь Панова готова отказаться от авторства книг и что высказывания, возмутившие верующих, написаны Ренатом Гарифзяновым.
Кандидат богословия профессор А. В. Кураев неоднократно высказывался о серии «Откровения ангелов-хранителей». 8 февраля 2007 года в прямом эфире православного телеканала «Союз» он дал такую оценку: «„Откровения Ангелов-Хранителей“ — это типичная спиритическая брехня.» На вопрос ведущей, не является ли это ненаучной фантастикой, Кураев сформулировал свою позицию так: «Это не фантастика. Это реальность опять. Но это какие-то бедные, несчастные, современные женщины слышат какие-то голоса и записывают. Молиться о них надо и лечиться им надо, а не деньги на своей болезни делать.» 19 ноября 2008 года он заявил, что в таких книгах, как «Откровения ангелов-хранителей», содержится «наглая сознательная эксплуатация апокрифического мышления».
Елена Василенко в своей работе «Оккультное учение Л. И. Пановой и Р. И. Гарифзянова „Откровения Ангелов-Хранителей“. Критический анализ» (2008 год) доказывает, что, книги входящие в серию «Откровение Ангелов-Хранителей», являются типичным продуктом Нью Эйдж, заявленный путь получения информации, преподносимый в книгах, несовместим с Православием, а сами тексты пропагандируют ложные ценности, оккультизм и суеверия. Е. Василенко показывает, что книги являются смесью теософии, оккультизма и суеверий и вместе они являются своеобразным образцом «грядущей „универсальной религии будущего“, религии антихриста, признаки которой уже сейчас можно найти, сопоставив учения неокультов».

## Изданные книги
На декабрь 2018 года было издано 17 книг (без учёта переизданий и допечаток, а также без учёта сокращённых изданий в виде брошюр):
- 1999 — Ренат Гарифзянов. Откровения Ангелов-Хранителей. — Краснодар, 1999. — 288 с. — ISBN 5-901234-01-4.[к 1]
- 2001 — «Откровения Ангелов-Хранителей. Путь Иисуса»
- 2001 — «Откровения Ангелов-Хранителей. Крест Иисуса»
- 2002 — «Откровения Ангелов-Хранителей. Любовь и жизнь»
- 2003 — Ренат Гарифзянов, Любовь Панова. Откровения Ангелов-Хранителей. Рай или Ад. — М.: АСТ, 2003. — 282 с. — ISBN 5-17-019263-0.

- 2003 — «Откровения Ангелов-Хранителей. Переселение душ»
- 2004 — Ренат Гарифзянов, Любовь Панова. Откровения Ангелов-Хранителей. Истории из жизни. — М.: АСТ, 2004. — 298 с. — 100 000 экз. — ISBN 5-17-026078-2.
- 2005 — «Откровения Ангелов-Хранителей. Неизлечимых болезней нет»
- 2006 — «Откровения Ангелов-Хранителей. Что делать, если вы потеряли самого близкого человека»
- 2008 — «Откровения Ангелов-Хранителей. Пирамиды — космодром инопланетян»
- 2012 — «Откровения Ангелов-Хранителей. Как найти свою любовь»
- 2013 — «Откровения Ангелов-Хранителей. Реальный мир Ангелов»
- 2014 — «Откровения Ангелов-Хранителей. Путь Будды. Законы кармы»
- 2015 — «Откровения Ангелов-Хранителей. Знакомство с новым медиумом»
- 2015 — «Откровения Ангелов-Хранителей. Ангелы о семейной жизни, свадьбах и любви»
- 2016 — «Откровения Ангелов-Хранителей. Путешествие по Индии»
- 2018 — «Откровения Ангелов-Хранителей. Секреты Ватикана и Древнего Рима»

## Комментарии
1. ↑  В последующих переизданиях называлась «Откровения Ангелов-Хранителей. Начало»